# Escrita Hanunó'o
Hanunó’o é uma das antigas escritas indígenas das Filipinas usada pelos povos mangyan que vivem no sul de Mindoro para escrever a língua hanunó'o .É um  abugida que descende de línguas da Índia, relacionado em proximidade com a escrita baybayin, sendo notável por ser escrita em colunas verticais escritas de baixo para cima (Não como a maioria das verticais que são escritas de cima para baixo) e ordenadas da esquerda para a direita. Geralmente era escrita sobre bambu com uma faca para fazer os traços. A maioria das inscrições Hanunó'o são relativamente recentes devido à natureza perecível do bambu, sendo difícil se traçar a história da escrita.

## Correlatas
São escritas correlatas do Hanunó’o : Balinesa, Batak, Baybayin, Buhid, avanesa, Lontara, Sundanesa, Rencong, Rejang, Tagbanwa

## Origem
Essa escrita data do século XIV.

## Escrita
A Hanunó'o é convencionalmente escrita de baixo para cima em colunas verticais que se desenvolvem da esquerda para a direita (Conf. "Rubino"). Dentro das colunas, os caracteres podem ter diferentes orientações, desde que consistentes com os demais do mesmo texto. Porém, a formações mais típicas são: na vertical com o diacrítico para  /i/ à esquerda e o diacrítico para  /u/ à direita; se horizontais os símbolos, diacrítico para /i/ vai no alto da letra consoante, enquanto que aquela para  /u/ vai abaixo. Pessoas  canhotas muitas vezes escrevem como em imagem de espelho, invertedo tanto o sentido de escrita, como a forma da letra.
São 48 letras feitas por traços ligeiramente inclinados e algumas curvas, marcadas por diacríticos para definir a vogal de som A, I ou U. Os sons consoantes são equivalentes a ba, ka, da, ga, ha (aspirado), la, ma, na, nga (equiv. Ñ), pa, ra, sa, wa, ya; As sílabas de consoante + A não levam diacrítico.).
Consoantes finais da sílaba não são escritas, sendo determinadas pelo contexto.
Jovens Hanunó'o, rapazes ou moças, (chamados layqaw) aprendem a escrita para memorizar e se expressar em canções de amor. O objetivo é aprender tantas canções quanto possível e uso da escrita favorece esses processo. Também se usa o Hanunó'o para escrever cartas, notificações, documentos, etc. A ordem das letras não é memorizadas numa sequência específica. A maioria inicia aprendendo a escrever o próprio. O índice de alfabetização nessa escrita é alto entre os Hanunó'o, mesmo não havendo uma educação formal para isso, vale a tradição.

## Hanunó'o Unicode
A faixa de numeração Unicode para  Hanunó'o é U+1720 ... U+173F.

## Ligações Externas
- Unicode Hanunóo -1720-173F (PDF)
- Toda escrita Hanunóo
- Escrita Hanunóo]
- http://iloko.tripod.com/Hanunoo.html Iloko Tripod –Hanunoo]
- Iloko Tripod –escrita Hanunoo
- Scripit Source – Hanonó’o
- Mangyans Info
- Antigas escritas filipinas